# Gelis campbellensis
Gelis campbellensis är en stekelart som beskrevs av Henry Keith Townes, Jr. 1964. Gelis campbellensis ingår i släktet Gelis och familjen brokparasitsteklar. Inga underarter finns listade i Catalogue of Life.